# Lady Duff Gordon
Lucy Christiana Sutherland, coniugata Duff Gordon, e detta Lady Duff Gordon (Londra, 13 giugno 1863 – Londra, 20 aprile 1935), è stata una costumista e stilista britannica.
Sorella della celebre scrittrice Elinor Glyn, lavorò come costumista per il teatro e, a Hollywood, per il cinema. La sua casa di moda era la famosa Lucile, costituita nel 1894, nome con cui firmava i suoi modelli: abiti da sera, abiti per le occasioni eleganti e lingerie di gran classe. Costumista teatrale e cinematografica, dopo il matrimonio nel 1900 con Sir Cosmo Duff-Gordon, usò il nome di Lady Duff Gordon per firmare i suoi lavori.
Insieme al marito Cosmo Duff-Gordon e alla segretaria, Laura Francatelli, fu una dei sopravvissuti al naufragio del RMS Titanic.
Morì a Putney.

## Biografia
Nata Lucy Christiana Sutherland, era la figlia maggiore di un ingegnere civile, Douglas Sutherland (1838–1865), e dell'anglo-franco canadese Elinor Saunders (1841–1937). Dopo la morte del padre a causa di una febbre tifoidea, la madre portò Lucy insieme alla sorellina Elinor in Canada, dove vivevano i nonni materni. La famiglia restò in Ontario fino al nuovo matrimonio di Elinor Saunders, che, nel 1871, sposò David Kennedy. La nuova famiglia si trasferì a Saint Helier, sull'isola di Jersey. Nel 1875, la nave che riportava Lucy e la sorella Elinor a Jersey dopo essere state in visita a parenti che vivevano in Inghilterra, naufragò. Le due sorelle si salvarono entrambe ma, per Lucy, quello non sarebbe stato l'unico naufragio.

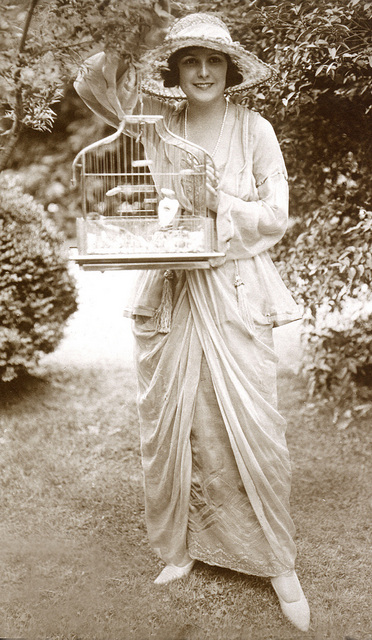
Lady Guff Gordon in giardino (1918)

Nel 1884, Lucy si sposò con James Stuart Wallace, da cui ebbe una figlia, Esme (1885–1973). Wallace era un alcoolizzato e Lucy trovò consolazione in altri uomini. Ebbe una lunga relazione con Sir Morell Mackenzie e, finalmente, nel 1893, poté divorziare dal marito. Nel 1900, Lucy sposò un proprietario terriero scozzese, sir Cosmo Duff-Gordon, quinto baronetto di Halkin, uno sportivo molto noto. Le loro nozze suscitarono sensazione nella buona società londinese proprio a causa del fatto che la sposa era una divorziata. Dopo il matrimonio, Lucy adottò il nome di Lady Duff Gordon per firmare i suoi lavori.
Nel 1912, insieme al marito e alla segretaria, fu tra i superstiti del naufragio del Titanic. Tre anni più tardi, Lucy Duff-Gordon scampò a un altro naufragio, quello del RMS Lusitania, cancellando la sua prenotazione per un malessere. Il Lusitania venne affondato da un sommergibile tedesco il 7 maggio 1915.

### Lucile, casa di moda

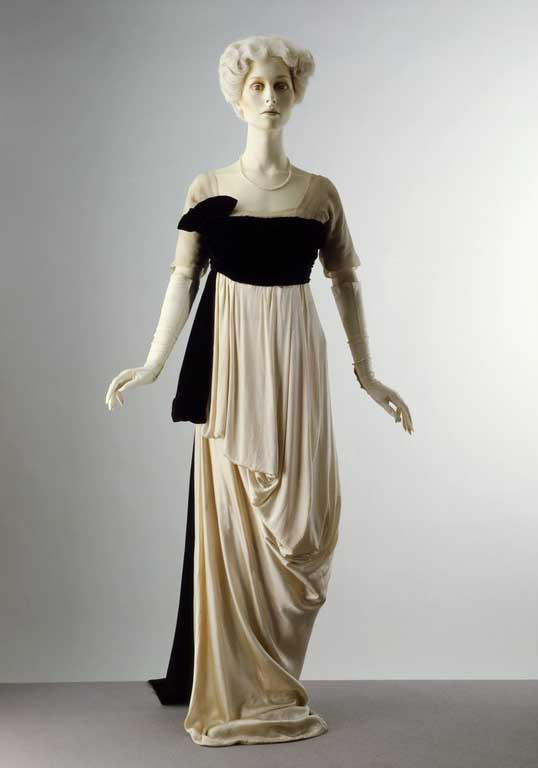
Vestito da sera di Lucile (1912)
Raso, pizzo e chiffon, fascia di velluto di seta, corpetto foderato di gros grain e sostenuto da osso di balena
Abito conservato al Victoria and Albert Museum

Lucy aveva acquisito amore per la moda vestendo la sua collezione di bambole, studiando gli abiti indossati dalle donne nei dipinti della sua famiglia e creando vestiti per sé e per la sorella. Trovandosi in difficoltà finanziarie dopo il divorzio, pensò di mettere a frutto questa sua passione lavorando come sarta. Iniziò a lavorare a casa, poi, nel 1894, aprì la "Maison Lucile" in Old Burlington St., nel West End di Londra, il cuore del quartiere della moda. Nel 1897, un negozio più grande fu aperto al 17 di Hanover Square prima di spostarsi ulteriormente al 14 di George St.
L'impresa creata da Lucy, nel 1903, fu incorporata nella "Lucile, Ltd" e, l'anno dopo, la casa di mode si spostò al 23 di Hanover Square. La Lucile Ltd serviva una clientela di alto rango e molto facoltosa, che includeva nobili e nomi appartenenti a case regnanti, oltre alle stelle dello spettacolo. L'azienda fu ampliata ancora di più e vennero aperte nuove filiali a New York, nel 1910, a Parigi, nel 1911 e a Chicago, nel 1915.
La richiesta degli abiti di Lucile aumentò, soprattutto negli Stati Uniti, durante la prima guerra mondiale, tanto che Lady Duff Gordon prese in qualità di aiutanti artisti come Robert Kalloch, Roger Bealle, Gilbert Clarke, Howard Greer, Shirley Barker, Travis Banton ed Edward Molyneux che disegnarono per lei gli schizzi delle collezioni, creando l'idea di base del "Lucile Look".
Lucile era famosa per la sua biancheria, i suoi abiti da tè e gli abiti da sera. Viene accreditata per essere stata la prima a usare la passerella alla presentazione delle sue collezioni. Alle modelle che sfilavano venne dato il nome di mannequins: il gusto per il teatro di Lady Duff Gordon la indusse a usare nelle sfilate, i tendaggi, le luci e la musica per evocare atmosfere che erano influenzate dalla letteratura, dalla storia e dalla cultura popolare.
Andava famosa per la realizzazione di abiti estremamente lussuosi, costruiti a strati e drappeggiati in morbidi colori pastello, spesso accompagnati da tralci di fiori in seta realizzati a mano che diventarono il suo segno distintivo. Tuttavia, Lucile creava anche abiti per il giorno, semplici, eleganti e su misura.

#### Lucile come set cinematografico
Nel 1913, lo showroom di Lucile di New York venne usato come set per parte delle riprese di The American Princess, un cortometraggio di Marshall Neilan interpretato da Tom Moore e Alice Joyce, due tra gli attori più in voga del momento: vi si narrava di una principessa che vuole sposare un giovane diplomatico americano di cui si è innamorata, ma che deve scappare di casa se vuole coronare il suo sogno. Senza vestiti decenti, la ragazza si reca da Lucile a rifarsi il guardaroba, mandando subito in rovina le finanze del marito. Nel film, Lucile presentava la sua collezione di abiti autunno 1912.
Un altro film che venne girato da Lucile, a Manhattan, fu The Spendthrift, adattamento cinematografico di un lavoro teatrale di Porter Emerson Browne. Il film, diretto da Walter Edwin, era interpretato da Irene Fenwick.

### Teatro e cinema

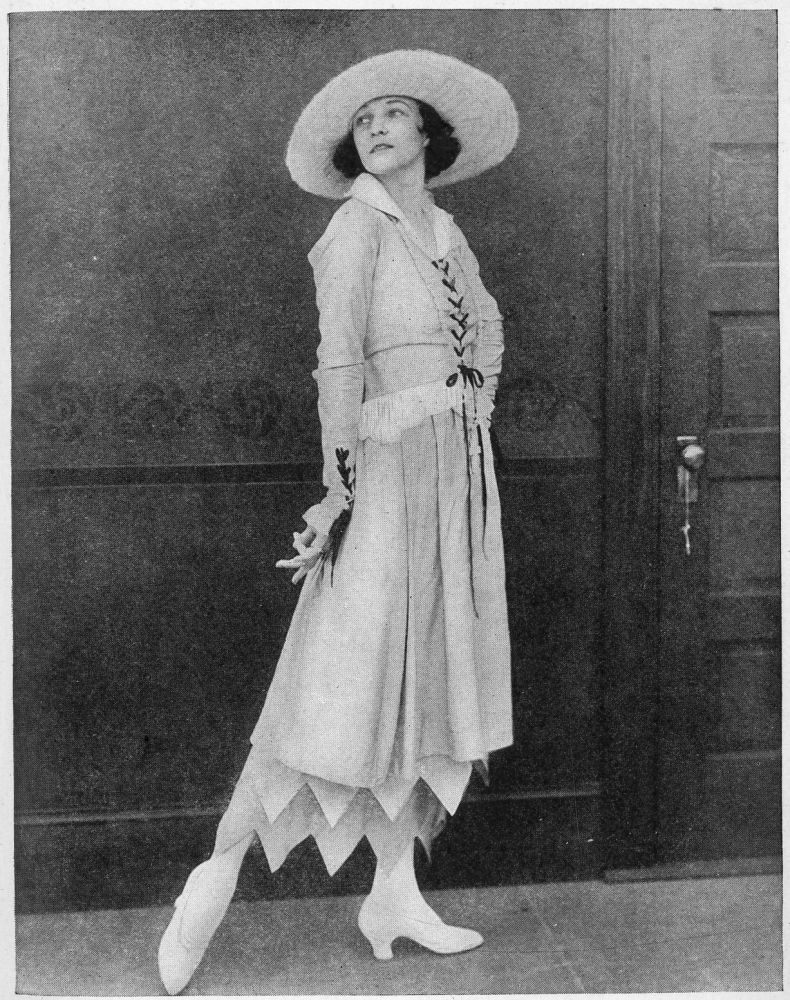
Irene Castle in un abito estivo di Lucile

Molte delle clienti di Lady Duff Gordon erano stelle famose del teatro e del cinema muto: portati dai grandi nomi dello spettacolo, gli abiti firmati da Lucile finirono per influenzare la moda dell'epoca. Tra le sue clienti, le più conosciute erano Irene Castle, che diventò una vera autorità in fatto di moda, Lily Elsie, una celebre cantante di operetta, Gertie Millar, star della commedia musicale londinese, Gaby Deslys che, dalla Francia conquistò anche il teatro USA, partner di Al Jolson e poi attrice di cinema, Billie Burke, attrice e cantante ma, soprattutto, moglie di Florenz Ziegfeld e, tra tutte, Mary Pickford, la "fidanzata d'America" (e di tutto il mondo) ma anche la più potente donna di Hollywood.
Lady Duff Gordon disegnò i costumi per molte produzioni teatrali, inclusa la messa in scena della prima londinese dell'operetta di Franz Lehár The Merry Widow nel 1907; a Broadway, per numerose edizioni delle Ziegfeld Follies (dal 1915 al 1921) più una ventina di film, tra cui i costumi per Agonia sui ghiacci di D.W. Griffith.

## Filmografia
- The American Princess, regia di Edmund Lawrence - cortometraggio (1913)
- The Theft of the Crown Jewels, regia di Kenean Buel - con il nome Lucile (1914)
- The Perils of Pauline, regia di Louis J. Gasnier e Donald MacKenzie (1914)
- The Whirl of Life, regia di Oliver D. Bailey (1915)
- The Misleading Lady, regia di Arthur Berthelet (1916)
- The Strange Case of Mary Page, regia di J. Charles Haydon - non accreditata (1916)
- Gloria's Romance, regia di Colin Campbell e Walter Edwin (1916)
- The Rise of Susan, regia di Stanner E.V. Taylor (1916)
- The Price She Paid, regia di Charles Giblyn (1917)
- The Little American, regia di Cecil B. DeMille e Joseph Levering (1917)
- Shirley Kaye, regia di Joseph Kaufman (1917)
- The Reason Why, regia di Robert G. Vignola - non accreditata (1918)
- The Savage Woman, regia di Edmund Mortimer e, non accreditato, Robert G. Vignola (1918)
- The Road Through the Dark, regia di Edmund Mortimer (1918)
- Virtuous Wives, regia di George Loane Tucker (1918)
- Cheating Cheaters, regia di Allan Dwan (1919)
- The Better Wife, regia di William P.S. Earle (1919)
- The Way of a Woman, regia di Robert Z. Leonard - con il nome Lucile (1919)
- Eyes of Youth, regia di Albert Parker (1919)
- Agonia sui ghiacci (Way Down East), regia di D.W. Griffith - non accreditata (1920)
- Mid-Channel, regia di Harry Garson (1920)
- The Prey, regia di George L. Sargent (1920)[5]
- Heedless Moths, regia di Robert Z. Leonard (1921)
- Dancing Mothers, regia di Herbert Brenon - con il nome Lucile (1926)

### Documentari o news dove appare
- Hearst-Selig News Pictorial, No. 25 - cortometraggio, news (1915)

## Citazioni
Lady Lucille viene ricordata nei romanzi di cronaca e nei media relativi alla tragedia del Titanic. Nel film colossal di James Cameron è Rosalind Ayres ad interpretarne la parte, mentre la propria azienda trova spazio in un dialogo anche nel film di Downton Abbey, nonché in un episodio della serie televisiva omonima (st. 3, ep. 3).

## Spettacoli teatrali
- Ziegfeld Follies of 1915, prodotto da Florenz Ziegfeld, Jr. (Broadway, 21 giugno 1915)
- Ziegfeld Follies of 1916, prodotto da Florenz Ziegfeld, Jr. (1916)
- Ziegfeld Follies of 1917, prodotto da Florenz Ziegfeld, Jr.  (Broadway, 12 giugno 1917)
- Miss 1917, libretto di Guy Bolton e P. G. Wodehouse (Broadway, 5 novembre 1917)
- Rock-a-Bye Baby
- The Lady in Red
- Ziegfeld Follies of 1919
- Ziegfeld Follies of 1920, prodotto da Florenz Ziegfeld, Jr. (Broadway, New Amsterdam Theatre - 22 giugno 1920)

## Costumi per il cinema

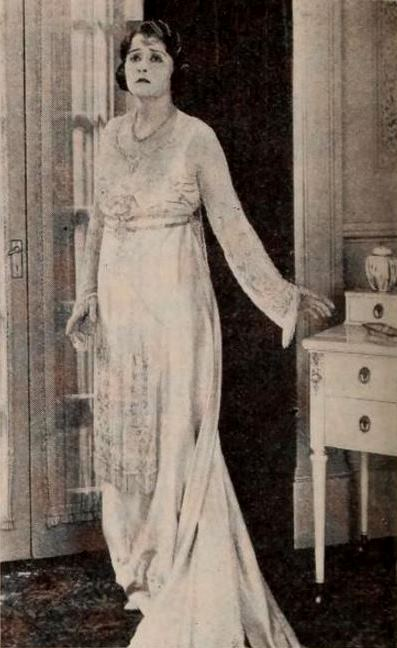
The Better Wife (1919) Clara Kimball Young
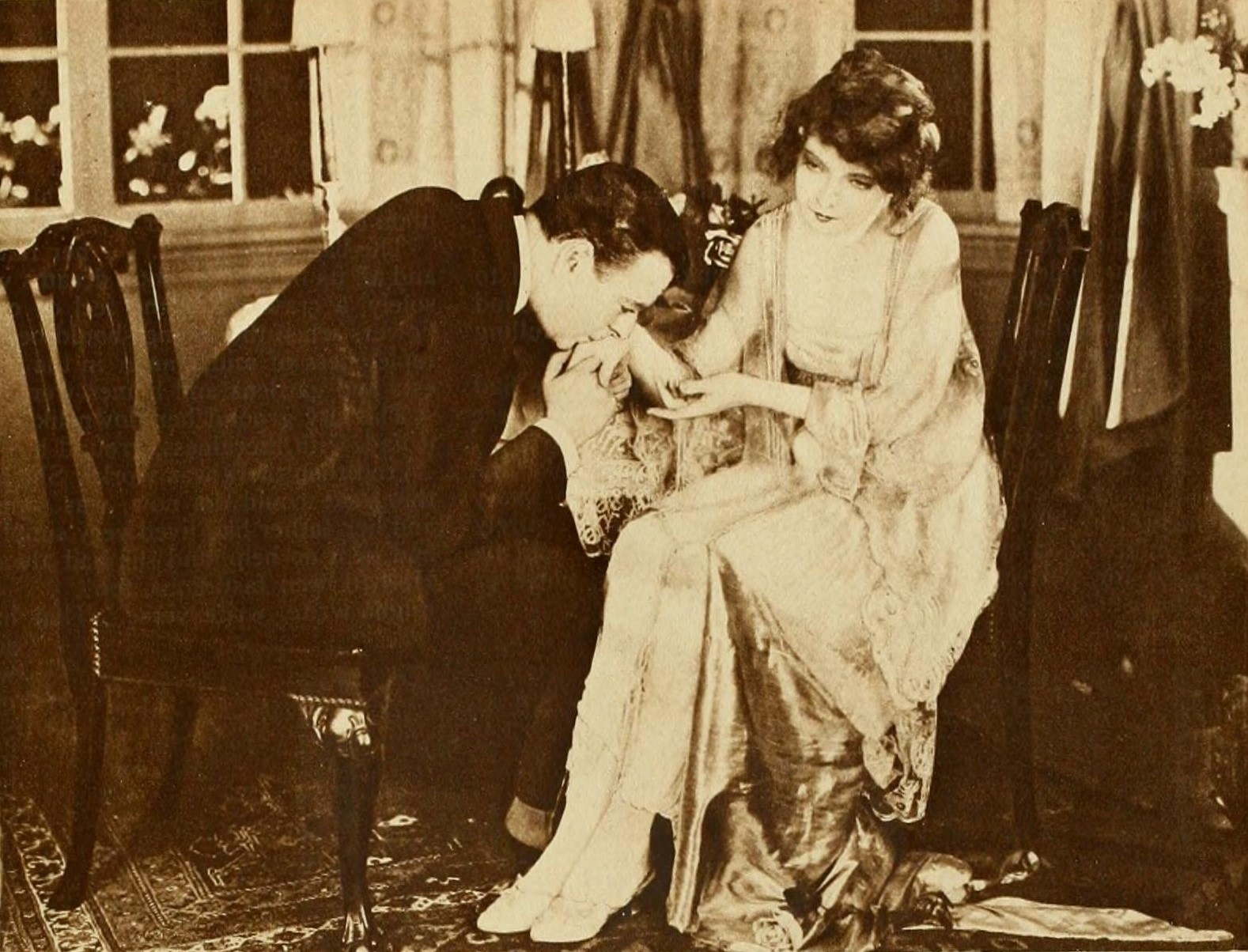
Agonia sui ghiacci (1920) Lillian Gish